# Axminster
Axminster ist eine Kleinstadt in der südwestenglischen Grafschaft Devon. Die Stadt liegt auf einem Hügel oberhalb des River Axe.

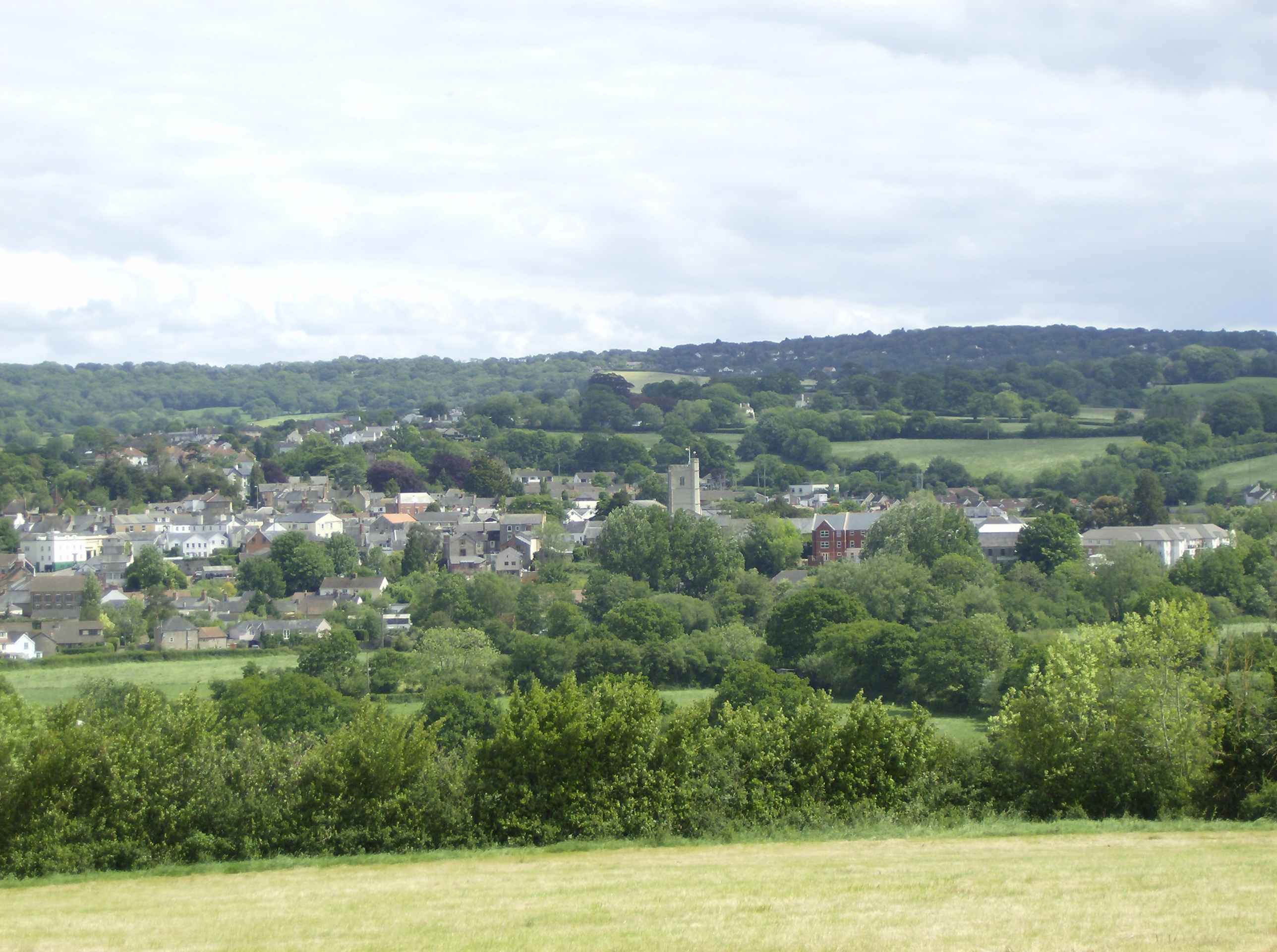
Panorama von Axminster

Wirtschaftliches Rückgrat der Stadt ist die Teppichproduktion, die weltweit einen guten Ruf besitzt.
Jeden Donnerstag findet in Axminster ein Straßenmarkt statt.

## Axminster-Teppich
In Axminster wurde ein Webstuhl für eine qualitativ hochwertige Teppicherzeugung entwickelt. 1755 gründete Thomas Whitty eine Teppichfabrik im Ort. Teppiche aus Axminster weisen als Erkennungsmerkmal rote Baumwolle auf, die auf der Unterseite in die Teppichränder eingenäht ist. Die Teppiche wurden aus Wolle mit symmetrischem Knoten geknüpft, auf wollener Kette und mit Zwischenschuss aus Flachs oder Hanf. Die Musterung war ähnlich den Teppichen der Savonnerie oder floral. Diese Teppiche trafen den Geschmack des reichen Adels und waren bald überall in den Landhäusern zu sehen. Die Fabrik schloss 1835 mit dem Aufkommen industrieller Webmaschinen. Harry Dutfield begann 1937 mit dem Aufbau einer neuen Fabrik. Heute gehört sie zu Wilton Carpets.
Der Name Axminster-Teppich steht für alle Teppiche mit einer samtigen Oberfläche. Durch Polkratzen und Scheren wird eine gleichmäßige Oberfläche erzielt, wodurch Glanz, Griff und Optik der Ware verbessert werden. Heute fasst man unter dem Namen drei verschiedene Herstellverfahren zusammen:
- Chenille-Axminster,
- Royal-Axminster und
- Greifer-Axminster, wobei die Webart der Greifer-Axminster das wichtigste und verbreitetste Herstellverfahren ist[1].

## Persönlichkeiten
- William Buckland (1784–1856), Theologe, Geologe und Paläontologe
- William Crawford (1907–2003), Marineoffizier